# Барилове
Бари́лове —  село в Україні, у Хорольській міській громаді Лубенського району Полтавської області. Населення становить 74 осіб. До 2020 орган місцевого самоврядування — Ковалівська сільська рада.

## Географія
Село Барилове знаходиться в урочищі Барилове на відстані 1 км від села Новоаврамівка. По селу протікає пересихаючий струмок.

## Історія
12 червня 2020 року, відповідно до розпорядження Кабінету Міністрів України № 721-р «Про визначення адміністративних центрів та затвердження територій територіальних громад Полтавської області», село увійшло до складу Хорольської міської громади..
19 липня 2020 року, в результаті адміністративно - територіальної реформи та ліквідації Хорольського району, село увійшло до складу новоутвореного Лубенського району.